# Frank Leo Schröder
Frank Leo Schröder (* 1961 in Lingen (Ems)) ist ein deutscher Schauspieler.

## Leben
Nach dem Abitur am Gymnasium Georgianum in Lingen studierte er von 1983 bis 1987 Schauspiel an der Hochschule für Musik und Theater Hannover. Anschließend hatte er von 1987 bis 1991 ein Engagement am Staatstheater Darmstadt und von 1991 bis 1995 am Staatstheater Mainz. Schröder spielte u. a. in Kleiner Mann, was nun? von Tankred Dorst, in Fassbinders Katzelmacher und Strindbergs Fräulein Julie sowie den Musicals Der kleine Horrorladen und Linie 1. Seit diesen Festverträgen ist er freischaffend tätig und übernahm 2001 einen Lehrauftrag an der Hochschule für Musik und Theater Leipzig. Sowohl dort als auch am TPT und der Musikalischen Komödie in Leipzig ist er daneben als Regisseur tätig und inszenierte neben anderen Stücken das gemeinsam mit seiner Kollegin Edda Leesch geschriebene Schauspiel Woodstock. 2017 inszenierte er Rio Reiser – König von Deutschland am Hans Otto Theater in Potsdam. Seine Inszenierung wurde für den Friedrich-Luft-Preis nominiert.
Seit Mitte der 1990er Jahre ist Frank Leo Schröder umfangreich vor der Kamera tätig. Er besetzte Gastrollen in Fernsehserien wie Der letzte Zeuge, In aller Freundschaft oder Großstadtrevier. Bekannt wurde er als cholerischer Vorgesetzter von Anke Engelke in der Sitcom Anke. Ab dem 2. August 2003 spielte er neben Ingo Naujoks in der achtteiligen Sketch-Comedy Die Wachmänner – Vier Augen sehen mehr auf Sat.1 mit. In der Serie Der Heiland auf dem Eiland spielte er die Rolle des Bürgermeisters an der Seite von Jürgen von der Lippe.
Seit 2023 spielt der Schauspieler den Kommissar Karl Rogov im Polizeiruf 110, Mordkommission im Grenzort Swiecko.
Als Synchronsprecher lieh Frank Leo Schröder seinem Schauspielkollegen Martin Donovan in dem Film Schatten & Lügen seine Stimme. Schröder lebt in Berlin und ist Vater eines Sohnes.

## Filmografie
- 1995: Tatort: Mordauftrag (Fernsehreihe)
- 1996: Der Mörder und die Hure
- 1996: Stadtklinik (Fernsehserie, Folge Ehrgeiz)
- 1996, 2003: Wolffs Revier (Fernsehserie, verschiedene Rollen, 2 Folgen)
- 1997: Doppelter Einsatz: Julias Baby (Fernsehreihe)
- 1997: Todesspiel (Fernsehfilm)
- 1998: Hallo, Onkel Doc! (Fernsehserie, 2 Folgen)
- 1998: Im Namen des Gesetzes (Fernsehserie, Folge Schleichender Tod)
- 1998: HeliCops (Fernsehserie, Folge Toter Punkt)
- 1998–2016: Alarm für Cobra 11 (Fernsehserie, verschiedene Rollen, 4 Folgen)
- 1999: Der letzte Zeuge (Fernsehserie, Folge Schwebende Engel)
- 1999: Der Landarzt (Fernsehserie, Folge Trautes Heim)
- 1999: Die Bademeister – Weiber, saufen, Leben retten (Fernsehfilm)
- 1999–2016: Großstadtrevier (Fernsehserie, verschiedene Rollen, 3 Folgen)
- 2000: OP ruft Dr. Bruckner (Fernsehserie, Folge Die Bombe im Bauch)
- 2001: Der Fahnder (Fernsehserie, Folge Schutzlos)
- 2000–2001: Anke (Fernsehserie, 24 Folgen)
- 2002: SK Kölsch (Fernsehserie, Folge Wachschutz)
- 2002: Nesthocker – Familie zu verschenken (Fernsehserie, Folge Dreiergespann)
- 2003: Edel & Starck (Fernsehserie, Folge Seitensprung am Weidezaun)
- 2003: Die Wachmänner – Vier Augen sehen mehr
- 2004: In aller Freundschaft (Fernsehserie, Folge Am Ende des Tunnels)
- 2004–2005: Der Heiland auf dem Eiland (Fernsehserie, 14 Folgen)
- 2005: Der Clown (Fernsehfilm)
- 2005: Die Wache (Fernsehserie, Folge Die Vergeltung)
- 2005–2020: SOKO Leipzig (Fernsehserie, verschiedene Rollen, 4 Folgen)
- 2006: Unser Charly (Fernsehserie, Folge Retter in der Not)
- 2006: Glück auf vier Rädern (Fernsehfilm)
- 2007: Allein unter Bauern (Fernsehserie, 6 Folgen)
- 2007: Hallo Robbie! (Fernsehserie, Folge Hoch gepokert)
- 2007: SOKO Wismar (Fernsehserie, Folge Blindes Vertrauen)
- 2008: Küstenwache (Fernsehserie, Folge Ungestillte Rache)
- 2008: Buddenbrooks
- 2008: Marie Brand und der Charme des Bösen (Fernsehreihe)
- 2009: Mein Leben – Marcel Reich-Ranicki (Fernsehfilm)
- 2009–2021: Notruf Hafenkante (Fernsehserie, verschiedene Rollen, 4 Folgen)
- 2010: Das geteilte Glück (Fernsehfilm)
- 2011: Der Staatsanwalt (Fernsehserie, Folge Liebe und Hass)
- 2011: Tatort: Altes Eisen
- 2011, 2017: Hubert und Staller (Fernsehserie, verschiedene Rollen, 2 Folgen)
- 2012: Polizeiruf 110: Raubvögel (Fernsehreihe)
- 2012: Heiter bis tödlich: Akte Ex (Fernsehserie, Folge Endlich Prinzessin)
- 2013: VERBRECHEN nach Ferdinand von Schirach (Fernsehserie, Folge Fähner)
- 2013: Heiter bis tödlich: Morden im Norden (Fernsehserie, Folge Auf Herz und Nieren)
- 2015: SCHULD nach Ferdinand von Schirach (Fernsehserie, Folge DNA)
- 2016: Tatort: Der König der Gosse
- 2017: Der 7. Tag (Fernsehfilm)
- 2018: Tatort: Tiere der Großstadt
- 2018: Der Zürich-Krimi: Borchert und die Macht der Gewohnheit (Fernsehreihe)
- 2018–2019: Beck is back! (Fernsehserie, 4 Folgen)
- 2019: Frau Jordan stellt gleich (Fernsehserie, Folge Menstruation und Machos)
- 2019: Praxis mit Meerblick: Der einsame Schwimmer
- 2023: Polizeiruf 110: Der Gott des Bankrotts
- 2023: Morden im Norden (Fernsehserie, Folge Unter Strom)
- 2023: Polizeiruf 110: Cottbus Kopflos
- 2023: Dem Himmel ganz nah
- 2024: Polizeiruf 110: Schweine
- 2024: Polizeiruf 110: Wasserwege